# 石橋純一
石橋 純一（いしばし じゅんいち、1939年1月13日 - ）は、元NHKアナウンサー。東京都出身。東京都立芝商業高等学校、明治大学出身。松山局で定年退職し、そのまま嘱託職となった。

## 現在の出演番組
- 列島リレーニュース（四国）
- ラジオニュース

## 過去の出演番組
- FMリクエストアワー（広島局）
- 新日本紀行（ナレーション）
- おはよう四国（キャスター・当時担当していた佐々木端の途中降板に伴う後任）

| スタブアイコン | サブスタブ | この項目は、まだ閲覧者の調べものの参照としては役立たない、アナウンサーに関連した書きかけの項目です。この項目を加筆・訂正などしてくださる協力者を求めています（PJ:アナウンサー）。 |